# Bazylika Notre-Dame de Fourvière
Bazylika Notre-Dame de Fourvière – bazylika w Lyonie, znajdująca się na szczycie wzgórza Fourvière.
Wybudowana z prywatnych funduszy między 1872 i 1896. Zaprojektowana została, podobnie jak Bazylika Sacré-Cœur w Paryżu, jako znak triumfu chrześcijańskich wartości nad komuną gminy Lyon z 1870. Jej niezwykły kształt wywodzi się zarówno z architektury romańskiej jak i bizantyjskiej. Znajdują się w niej mozaiki, witraże, oraz krypta św. Józefa.
Bazylikę odwiedza około 1,5 miliona ludzi rocznie. Znajduje się w niej Muzeum Sztuki Sakralnej.

## Galeria

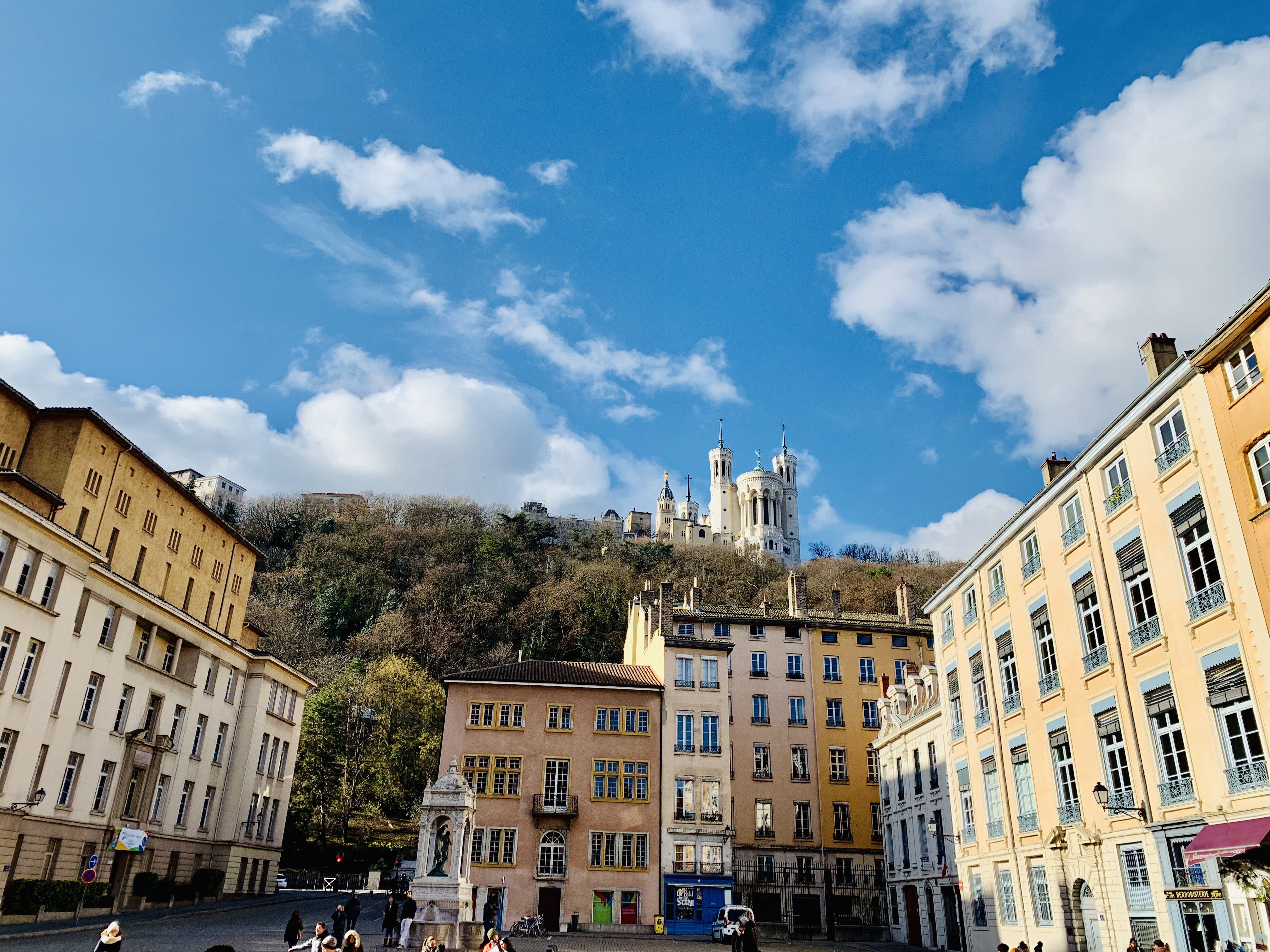
Widok na wzgórze
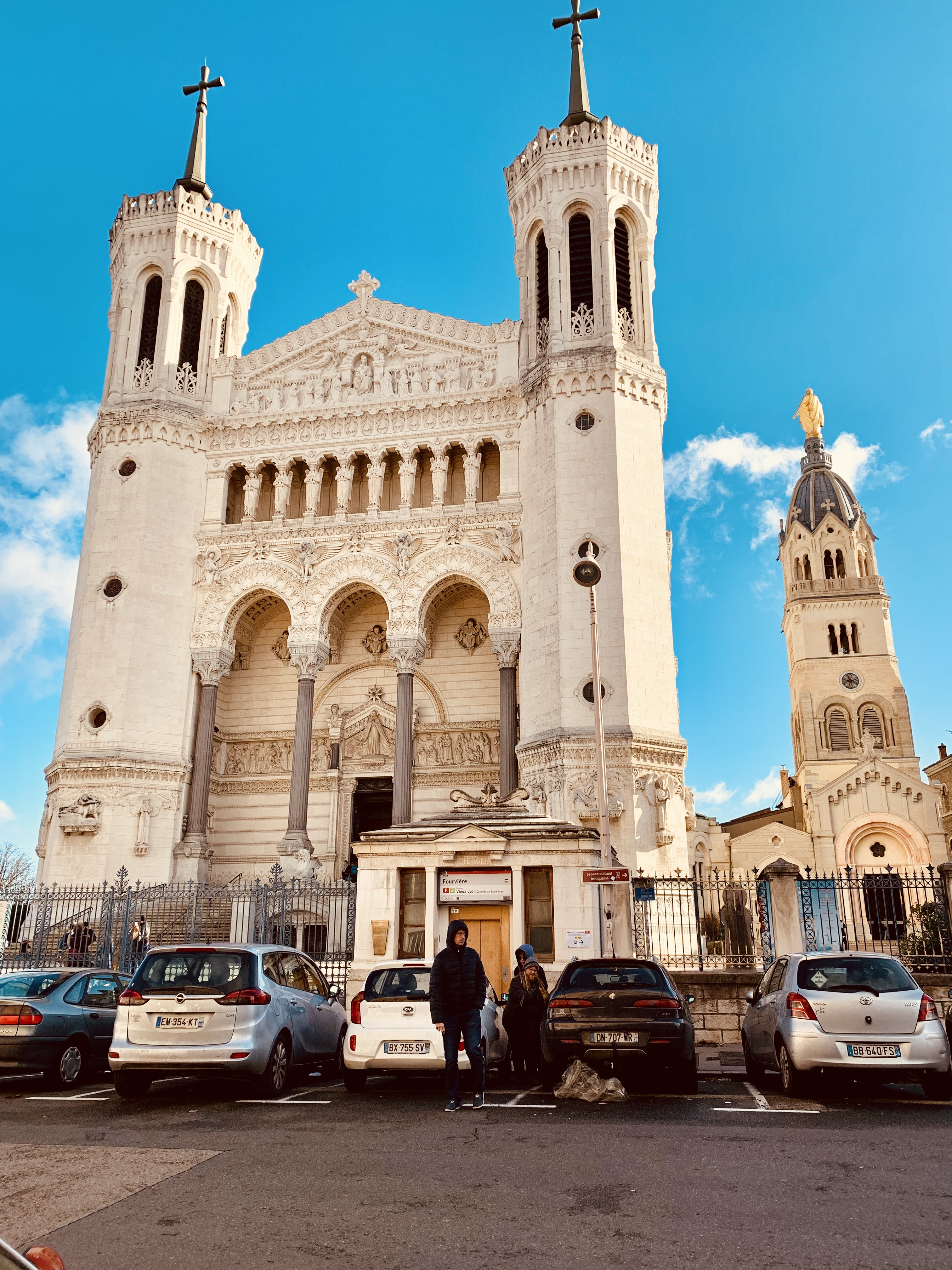
Fasada bazyliki
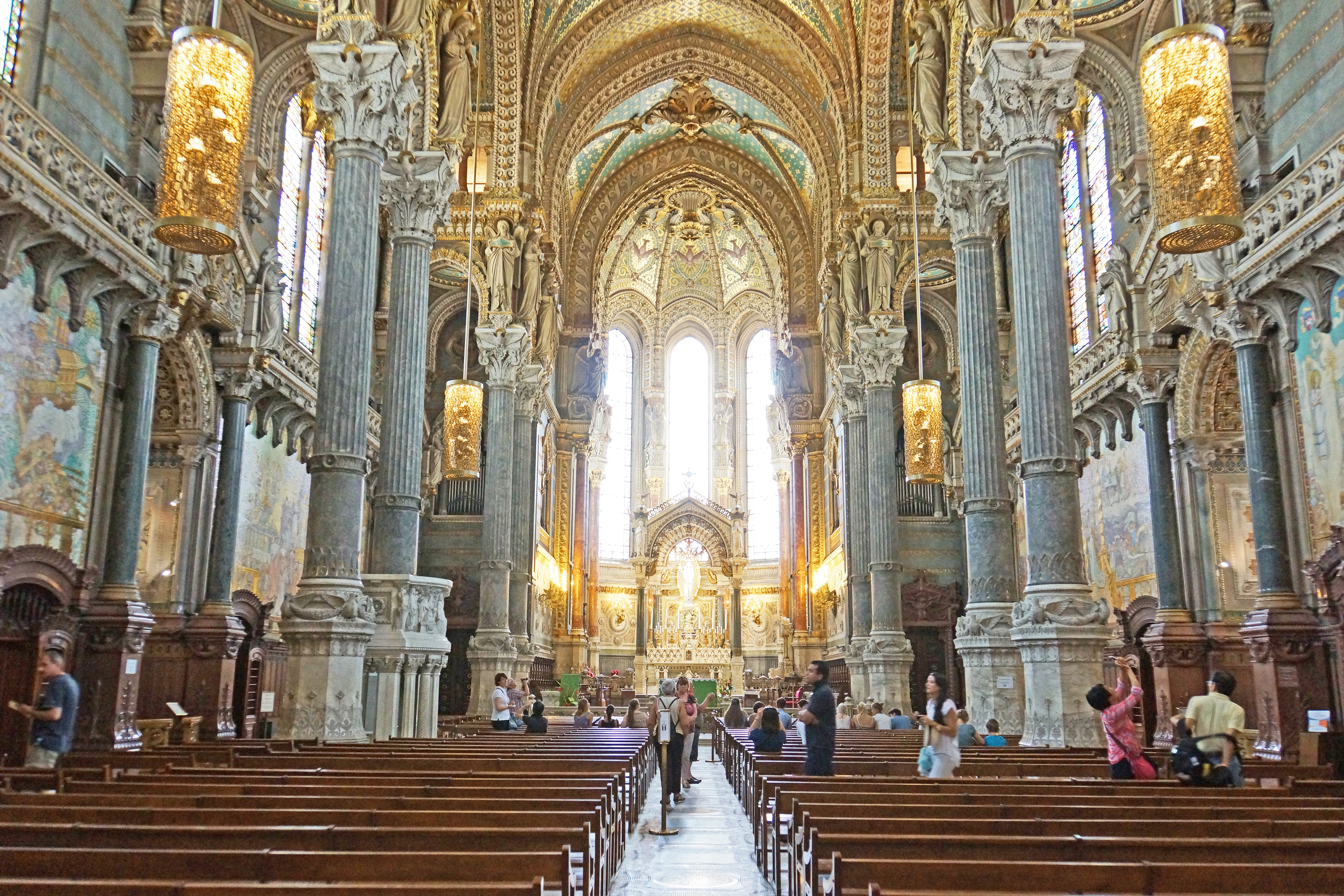
Wnętrze
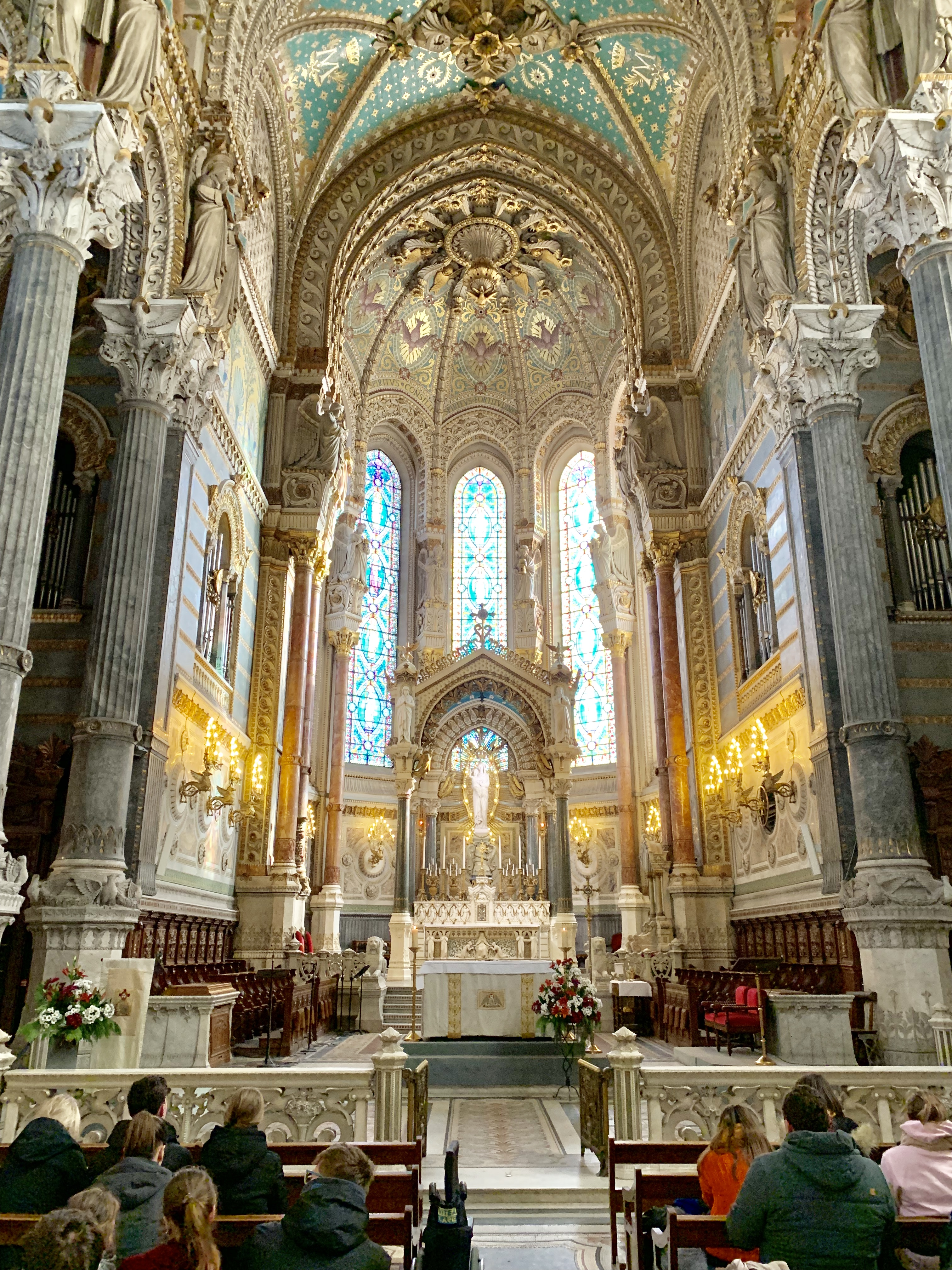
Prezbiterium
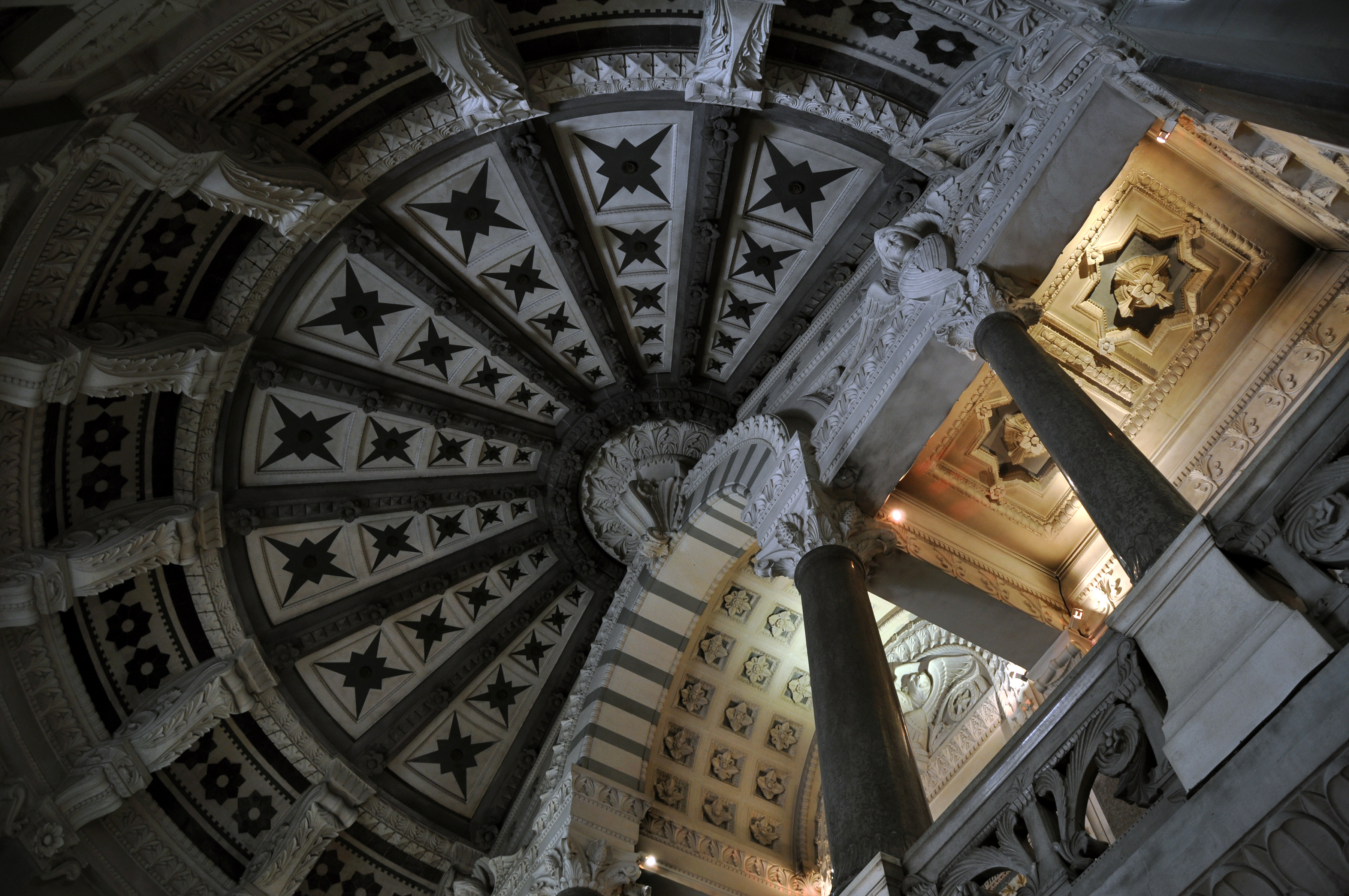
Sklepienie klatki schodowej nad kryptą